# Carl Hellström (Segler)
Carl Leopold Hellström (* 10. Dezember 1864 in Göteborg; † 4. Juli 1962 ebenda) war ein schwedischer Segler.

## Erfolge
Carl Hellström, der Mitglied im Göteborgs Kungliga Segelsällskap war, nahm an zwei Olympischen Spielen teil. 1908 war er in London Skipper der Vinga in der 8-Meter-Klasse, die mit vier weiteren Booten um die Medaillen segelte. Da sich das Gesamtresultat am besten Ergebnis der einzelnen Wettfahrten orientierte, war die Vinga nach einem fünften und einem vierten Platz in den ersten beiden Wettfahrten nicht in den Medaillenrängen. In der dritten und letzten Wettfahrt gelang ihr jedoch ein Sieg, sodass sie hinter dem zweimal siegreichen britischen Boot Cobweb von Skipper Blair Cochrane den zweiten Platz belegte. Hellström und seine Crewmitglieder Eric Sandberg, Edmund Thormählen, Erik Wallerius und Harald Wallin gewannen somit die Silbermedaille. Bei den Olympischen Spielen 1912 in Stockholm wurde Hellström in der 10-Meter-Klasse Olympiasieger. Dabei war er diesmal Crewmitglied der Kitty, die in beiden Wettfahrten der Regatta den ersten Platz belegte und so den Wettbewerb vor dem finnischen Boot Nina und dem russischen Boot Gallia II gewann. Zur Crew der Kitty gehörten außerdem Erik Wallerius, Paul Isberg, Humbert Lundén, Herman Nyberg, Harry Rosenswärd und Harald Wallin. Skipper des Bootes war Filip Ericsson.